# Конституция ФНРЮ 1946 года

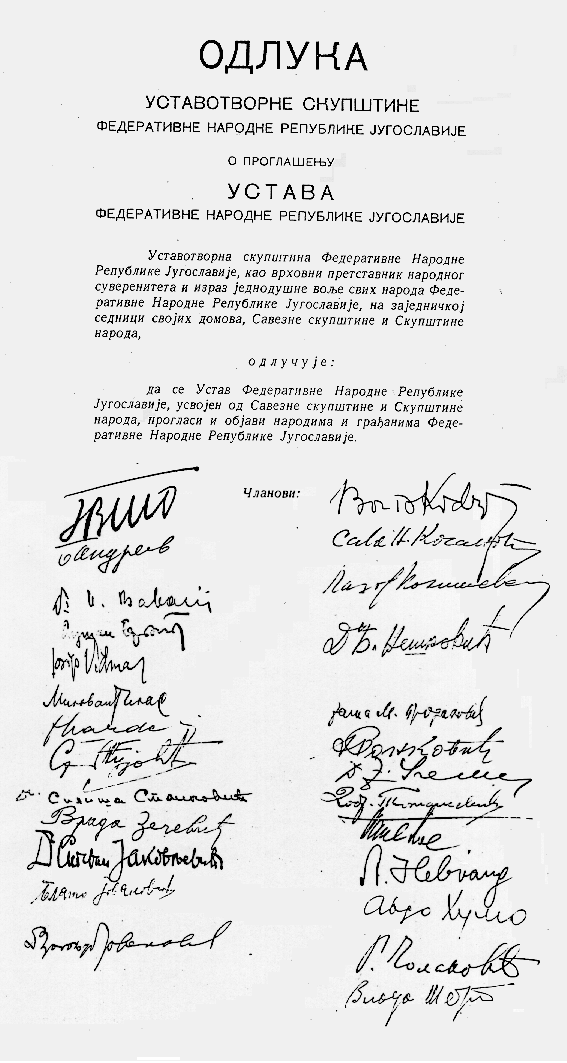
Титульный лист Конституции ФНРЮ 1946 года

Конституция Федеративной Народной Республики Югославии образца 1946 года (серб. Устав Федеративне Народне Републике Југославије од 1946. године) — первая конституция послевоенной Югославии, утверждённая Президиумом ФНРЮ 31 января 1946 года. Была создана на основе «сталинской» конституции СССР образца 1936 года.

## Основные положения
Первая статья Конституции новообразованного государства давала общую характеристику самого государства как такового:

Федеративная Народная Республика Югославия — союзное народное государство республиканского типа, объединяющее равноправные народы, которые на основе своего права на самоопределение, включая право на отказ, выразили своё желание жить в федеративном государстве.
Оригинальный текст (серб.)Федеративна Народна Република Југославија је савезна народна држава републиканског облика, заједница равноправних народа, који су на основу права на самоопредељење, укључујући право на отцепљење, изразили своју вољу да живе заједно у федеративној држави.

По сравнению с конституцией Королевства Югославия в правах полностью уравнивались представители всех шести национальностей, населяющих Югославию: сербы, хорваты, словенцы (их права были закреплены старой Конституцией), македонцы, боснийцы и черногорцы.
Вторая статья Конституции сообщала о субъектах, присутствующих в составе ФНРЮ:

Федеративную Народную Республику Югославию составляют: Народная Республика Сербия, Народная Республика Хорватия, Народная Республика Словения, Народная Республика Босния и Герцеговина, Народная Республика Македония и Народная Республика Черногория.
Народная Республика Сербия имеет в своём составе Автономный край Воеводину и Автономную Косовско-Метохийскую область.
Оригинальный текст (серб.)Федеративну Народну Републику Југославију сачињавају: Народна Република Србија, Народна Република Хрватска, Народна Република Словенија, Народна Република Босна и Херцеговина, Народна Република Македонија и Народна Република Црна Гора.

Народна Република Србија има у свом саставу Аутономну покрајину Војводину и Аутономну косовско-метохијску област.

Подобные положения существовали до принятия следующих Конституций, когда Косовско-Метохийская область получила статус края, а Народные республики стали Социалистическими. Аналогичная статья была и в «сталинской» конституции, регламентировавшая устройство всех республик СССР.
Шестая статья Конституции оглашала, что основным источником власти являлся народ Югославии, а также указывала, каким образом народ исполняет свою власть:

В Федеративной Народной Республике Югославии вся власть происходит из народа и его воли.
Народ исполняет свою власть посредством свободно избираемых представительных органов государственной власти путём народных выборов (от выборов в местные собрания до выборов в Скупщины народных республик и Народную Скупщину ФНРЮ), которые появились и развивались во время Народно-освободительной борьбы против фашизма и стали основными достижениями этой борьбы.
Оригинальный текст (серб.)У Федеративној Народној Републици Југославији сва власт произлази из народа и припада народу.

Народ остварује своју власт преко слободно изабраних претставничких органа државне власти, народних одбора који су, од месних народних одбора до скупштина народних република и Народне скупштине ФНРЈ, настали и развили се у народно-ослободилачкој борби против фашизма и реакције и који су основна тековина те борбе.

В Конституции также содержались положения не только о государственной собственности как основном виде собственности, но также говорилось о существовании собственности в руках физических и юридических лиц, и об организации управления, основанной на принципе разделения властей. Подобное разделение властей было не только на высшем, федеральном уровне, но и на республиканском уровнях, а также в территориальном и местном самоуправлении. Также пропагандировался принцип единства власти. От принципа вертикали власти исходил так называемый «демократический централизм» (этот термин был введён Эдуардом Карделем), что означало введение централизованной государственной и социальной структуры, несмотря на номинальный федерализм. Какие-либо формы политического или идеологического плюрализма исключались.
На пятом съезде Союза коммунистов Югославии Иосип Броз Тито, рассказывая об утверждённой Конституции, заявил, что подобная Конституция полностью подтвердила завоёванное народами Югославии в ходе Второй мировой войны право свободного выбора и стала олицетворением силы народной демократии.
Подобная Конституция частично утратила свое действие, в связи с вступлением с силу Конституционного закона 1953 года.